# A.J. Foyt Enterprises
A.J. Foyt Enterprises is een Amerikaans raceteam dat deelneemt aan de IndyCar Series. Het werd in 1963 opgericht door voormalig coureur A.J. Foyt en zakenman Jim Gilmore. Het team had in de beginjaren de naam Gilmore-Foyt Racing. Voorheen nam het team deel aan het Champ Car kampioenschap met tot 1992 teameigenaar A.J. Foyt als voornaamste rijder. Het team nam tussen 1963 en 2006 ook deel aan verschillende NASCAR kampioenschappen. Vanaf 2007 werd Foyts kleinzoon Larry Foyt manager van het team.

## IndyCar Series
Na de split tussen het Champ Car kampioenschap en de Indy Racing League (de huidige IndyCar Series) in 1996 maakte het team meteen het eerste jaar de overstap naar het nieuwe kampioenschap, waar andere grote teams zoals Penske Racing en Newman-Haas Racing nog een tijd in het Champ Car kampioenschap bleven rijden. Het team won het eerste IndyCar kampioenschap met coureur Scott Sharp, die de titel deelde met Buzz Calkins. In 1998 won het team de titel voor de tweede keer met Zweeds coureur Kenny Bräck.
Kampioenschapstitels
- 1996  Scott Sharp
- 1998  Kenny Bräck

## Indianapolis 500
Viermalig Indianapolis 500 winnaar A.J. Foyt won zijn laatste race in zijn eigen wagen in 1977. In 1999 won het team met rijder Kenny Bräck de race.
Indy 500 winnaars
- 1977  A.J. Foyt
- 1999  Kenny Bräck